# Úrvalsdeild 1998
La Úrvalsdeild 1998 fu la 87ª edizione della massima serie del campionato di calcio islandese disputata tra il 18 maggio e il 26 settembre 1998 e conclusa con la vittoria del ÍBV, al suo terzo titolo e secondo consecutivo.
Capocannoniere del torneo fu Steingrímur Jóhannesson (ÍBV) con 19 reti.

## Formula
Come nella stagione precedente le squadre partecipanti furono dieci e si incontrarono in un turno di andata e ritorno per un totale di diciotto partite.
Le ultime due classificate retrocedettero in 1. deild karla.
Le squadre qualificate alle coppe europee furono quattro: i campioni alla UEFA Champions League 1999-2000, la seconda e il vincitore della coppa nazionale alla Coppa UEFA 1999-2000 e un'ulteriore squadra alla Coppa Intertoto 1999.

## Squadre partecipanti
| Club      | Città          | Stadio | Posizione 1997     |
| --------- | -------------- | ------ | ------------------ |
| ÍR        | Reykjavík      |        | 1. deild           |
| ÍBV       | Vestmannaeyjar |        | Campione d'Islanda |
| Valur     | Reykjavík      |        | 8°                 |
| KR        | Reykjavík      |        | 5°                 |
| Grindavík | Grindavík      |        | 7°                 |
| Þróttur   | Reykjavík      |        | 1. deild           |
| ÍA        | Akranes        |        | 2°                 |
| Keflavík  | Keflavík       |        | 6°                 |
| Fram      | Reykjavík      |        | 4°                 |
| Leiftur   | Fjallabyggð    |        | 3°                 |

## Classifica finale
|                    | Pos. | Squadra   | Pt | G  | V  | N | P | GF | GS | DR  |
| ------------------ | ---- | --------- | -- | -- | -- | - | - | -- | -- | --- |
| Islanda (bandiera) | 1.   | ÍBV       | 38 | 18 | 12 | 2 | 4 | 40 | 15 | +25 |
|                    | 2.   | KR        | 33 | 18 | 9  | 6 | 3 | 25 | 9  | +16 |
|                    | 3.   | ÍA        | 30 | 18 | 8  | 6 | 4 | 27 | 22 | +5  |
|                    | 4.   | Keflavík  | 28 | 18 | 8  | 4 | 6 | 19 | 23 | -4  |
|                    | 5.   | Leiftur   | 25 | 18 | 7  | 4 | 7 | 21 | 21 | 0   |
|                    | 6.   | Fram      | 20 | 18 | 5  | 5 | 8 | 21 | 23 | -2  |
|                    | 7.   | Grindavík | 19 | 18 | 5  | 4 | 9 | 24 | 34 | -10 |
|                    | 8.   | Valur     | 18 | 18 | 4  | 6 | 8 | 25 | 33 | -8  |
|                    | 9.   | Þróttur   | 18 | 18 | 4  | 6 | 8 | 27 | 39 | -12 |
|                    | 10.  | ÍR        | 17 | 18 | 4  | 5 | 9 | 20 | 30 | -10 |

Legenda:

      Campione d'Islanda e ammesso alla UEFA Champions League
      Ammesso alla Coppa UEFA
      Ammesso alla Coppa Intertoto
      Retrocesso in 1. deild karla
Note:

Tre punti a vittoria, uno a pareggio, zero a sconfitta.

### Verdetti
- ÍBV Campione d'Islanda 1998 e qualificato alla UEFA Champions League
- Leiftur e KR qualificati alla Coppa UEFA
- ÍA qualificato alla Coppa Intertoto
- Þróttur e ÍR retrocesse in 1. deild karla.